# جالديرما
جالديرما هي  شركة دوائية أمريكية-سويسرية تختص في علاجات الأمراض الجلدية ومنتجات العناية بالبشرة. كانت في السابق فرعًا تابعًا لشركتي لوريال ونستله، و تمتلكها مجموعة من المستثمرين المؤسسيين الخاصين منذ عام 2019.
تأسست جالديرما في عام 1981 كشركة مشتركة بين نستله ولوريال، ثم أصبحت تابعة لشركة نستله. منذ عام 2019، تنتمي الشركة إلى صندوق استثمار. يترأس الشركة الرئيس والمدير التنفيذي فليمينغ أورنسكوف (السابق لشركة شاير)، وتمتلك 33 موقعًا في 100 دولة  مع شبكة عالمية من الموزعين وتوظف أكثر من 4,600 شخص. تقع المقر الرئيسي في زوغ، سويسرا. في عام 2021، شعار جالديرما هو "التقدم في طب الأمراض الجلدية لكل قصة جلد".

## تاريخها
تعود أصول جالديرما إلى عام 1961 وتأسيس شركة أوين لطب الأمراض الجلدية في دالاس، تكساس، الولايات المتحدة الأمريكية على يد إم. أوين.
في عام 1979، أسس البروفيسور هانز شيفر المركز الدولي للبحوث في طب الأمراض الجلدية (CIRD) في صوفيا أنتيبوليس، بدعم من الرئيس التنفيذي لشركة لوريال، فرانسوا دال، الذي كان يرغب في تنويع بحوثه في مجال التجميل في قطاع الأدوية. في الوقت نفسه، اشترت نستله، التي كانت لديها أيضًا طموحات في مجال طب الأمراض الجلدية، مختبر أوين. تعاونت شركتا لوريال ونستله لإنشاء جالديرما في عام 1981 (CIRD أصبحت جالديرما للبحث والتطوير). وكانت شركة مشتركة بين الشركتين.
في عام 2007، فازت حملة جالديرما العالمية للشركات بجائزة الاتحاد الطبي للتسويق للتفوق الدولي.
في عام 2010، بلغت المبيعات 1.2 مليار يورو، بزيادة قدرها 16.1٪ عن عام 2009.
قامت جالديرما بالتوسع عن طريق التخصص في البحث والتطوير وتسويق منتجات لمرضى طب الأمراض الجلدية (العناية بالبشرة). وقد حققت حجمًا كبيرًا، حيث كانت تمتلك 38 فرعًا موجودًا في 100  دولة في العقد الثاني من القرن الحادي والعشرين. وتنوعت في منتجات طب التجميل مع السموم البوتولينية أزالور والتي تعززت في عام2010 بشراء شركة الأجهزة الطبية السويدية كيو-ميد.
في عام 2014، اشترت نستله جميع الأسهم من لوريال، مما أدى إلى إنشاء وحدة جديدة في مجموعة نستله تسمى نستله سكين هيلث. بلغت قيمة الصفقة 3.1 ملياريورو (4.23 مليار دولار أمريكي) وتم دفعها من قبل نستله مقابل 21.2 مليون سهم من لوريال. وقد دفعت لوريال 3.4 مليار يورو (4.63 مليار دولار أمريكي) مقابل الأسهم المتبقية 27.3 مليون سهم.
في عام 2019، باعت نستله جالديرما مقابل 10.2 مليار دولار إلى مجموعة مكونة من صندوق EQT VIII وشركة لوكسينفا (شركة تابعة بالكامل لسلطة أبو ظبي للإستثمار) واستثمارات PSP ومستثمرين مؤسسيين آخرين. منذ ذلك الحين، أصبحت أكبر شركة لطب الأمراض الجلدية المستقلة في العالم.
في نوفمبر 2021، اشترت جالديرما شركة ألاستين المتخصصة في منتجات العناية بالبشرة المتخصصة ومقرها كاليفورنيا بسعر غير معلن.
في يونيو 2022، أعلنت جالديرما عن نتائج إيجابية في تجارب المرحلة الثالثة للسموم البوتولينية السائلة، حيث أظهرت ريلابو تولينو متوكسين أنه يقلل بشكل كبير منشدة التجاعيد وكان متحملاً جيدًا. تلك النتيجة تؤهل الشركة لتقديم طلب الموافقة في الولايات المتحدة والأسواق العالمية الأخرى.
أيضًا في يونيو 2022، أعلنت جالديرما عن بيانات إيجابية من تجربة المرحلة الثالثة، تظهر فاعلية وسلامة نيمو ليزو ماب في مرضى الحكة العقدية العقدية. نيمو ليزو ماب هو أحد أجسام المضادات الأحادية التي تحجب إشارة IL-31، وهو سايتوكين عصبي مناعي يشارك في آلية الإصابة بالحكة العقدية العقدية.

## أنشطتها
جالديرما متخصصة في البحث والتطوير وتسويق منتجات وعلاجات العناية بالبشرة عبر مجالات التجميل والعناية بالمستهلك والأدوية الموصوفة.
توفر جالديرما مجموعة منتجات دوائية للعناية بالبشرة والجمال وعلاج حالات مثل حب الشباب والوردية والصدفية والأمراض الجلدية الأخرى المستجيبة للستيرويدات(SRD) والإصابة بفطريات الأظافر واضطرابات الصباغة وسرطان الجلد وشيخوخة الجلد. تنقسم أنشطة جالديرما إلى ثلاث وحدات تجارية: التجميل والعناية بالمستهلك والأدوية الموصوفة. تُباع منتجات جالديرما في أكثر من 100 دولة.

### جمالياتها
في عام 2007، وقعت جالديرما وإيبسن اتفاقية ترخيص لتوزيع سم البوتولينوم (التوكسين البوتوليني) ديسبورت، المعروف باسم أزالور في الاتحاد الأوروبي، لتحسين خطوط الجبهة (خطوط التجاعيد بين العينين). تم إجراء أكثر من 40 مليون علاج في الولايات المتحدة والاتحاد الأوروبي.
أهم العلامات التجارية هي ريستيلين، أزالور، ديسبورت، ألوزيانس وسكالبترا.

### العناية بالمستهلك
تتوفر منتجات جالديرما للمستهلكين بدون وصفة طبية.
أهم العلامات التجارية للعناية بالمستهلك هي سيتافيل، مع مجموعتها من منتجات العناية بالبشرة لجميع الأعمار؛ بنزاك وديفيرين دون وصفة طبية لعلاج حب الشباب الخفيف إلى المتوسط؛ ولوسيريل، المستخدم في علاج الإصابة بفطريات الأظافر، وألاستين.

### الأدوية الموصوفة
مجالات الأمراض هي التهاب الجلد التأتبي، وأمراض الجلد السرطانية، والصدفية.
أهم العلامات التجارية هي أكليف، بنزاك، سيتافيل، إبيديو، إبيديو فورتي، لوسيريل، ديفيرين، سولانترا، ميرفاسو، أوراسيا، وميتفيكس.

## بحثها وتطورها
تستثمر الشركة بشكل كبير في البحث والتطوير وتستمد علاجات جديدة من أنشطتها الخاصة ومن شراكاتها مع الآخرين. تقسم أقسام البحث والتطوير الخاصة بها بين ستة مواقع:
- لاوزان، سويسرا
- زوغ، سويسرا
- أوبسالا، السويد
- دالاس، تكساس
- بريدجووتر، نيوجيرسي
- باي دورفيه، كندا

## إنتاجها
تمتلك جالديرما مرافق تصنيع في المواقع التالية:
- مصنع Alby-sur-Chéran في فرنسا، تم افتتاحه في عام 1994، ويورد منتجاته إلى أكثر من 70 دولة.
- منشأة Baie d'Urfé (مونتريال) في كندا بدأت الإنتاج في عام 2000 وتورد منتجات سيتافيل عالميًا.
- يتم تصنيع المنتجات التجميلية والتصحيحية في المصنع في أوبسالا، السويد.
- يخدم موقع Hortolândia في ولاية ساو باولو في البرازيل أمريكا الجنوبية.

## حوكمتها
- فليمنج أورنسكوف، الرئيس التنفيذي.
- توماس ديتريش، رئيس المالية.
- أدريان مورفي، نائب الرئيس ورئيس العمليات العالمية.
- أليسون بينكهام، رئيسة الموارد البشرية.

1. ↑  وصلة مرجع: https://www.fiercepharma.com/pharma/ex-shire-ceo-flemming-ornskov-emerges-as-galderma-ceo-after-10b-nestle-spinout.
2. ↑  ""جالديرما، الرائدة العالمية في صحة الجلد، توسع بصمتها في فورت وورث"". مؤرشف من الأصل في 2023-11-20.
3. ↑  "نستله". مؤرشف من الأصل في 2023-11-22.
4. 1 2  ""التصنيع"". جالديرما (بالإنجليزية). 1 Apr 2021. Archived from the original on 2023-11-20.
5. ↑  ""الصفحة الرئيسية"". جالديرما. 6 أبريل 2021. مؤرشف من الأصل في 2023-11-14.
6. 1 2  إنوفيتس، دالاس. ""جالديرما، الشركة العالمية للابتكار في طب الأمراض الجلدية تنقل مقرها الرئيسي في الولايات المتحدة إلى وسط دالاس » دالاس إنوفيتس"". مؤرشف من الأصل في 2023-11-14. اطلع عليه بتاريخ 2021-12-10.
7. ↑  ""نستله تتبادل حصة في لوريال مقابل جالديرما"". أسوشيتد برس. 11 فبراير 2014. مؤرشف من الأصل في 2023-11-14. اطلع عليه بتاريخ 2021-04-01.
8. ↑  ""تحديث 2 - جالديرما تعرض 967 مليون دولار لشركة الزراعة السويدية كيوميد"". 13 ديسمبر 2010. مؤرشف من الأصل في 2023-11-14. اطلع عليه بتاريخ 2021-04-01.
9. 1 2  سوشا، مايلز (11 فبراير 2014). ""لوريال تشتري 8% من رأس المال الأسهم من نستله"". دبليو دبليو دي. مؤرشف من الأصل في 2023-11-15. اطلع عليه بتاريخ 2014-02-11.
10. ↑  ""رئيس شاير السابق فلمنج أورنسكوف يظهر كرئيس تنفيذي لجالديرما بعد فصل نستله بقيمة 10 مليار دولار"". فيرس فارما. مؤرشف من الأصل في 2023-11-15. اطلع عليه بتاريخ 2021-04-01.
11. ↑  سيلك كولترويتز، أرنو، شوتزه (16 مايو 2019). ""تحول نستله يتقدم مع بيع قسم العناية بالبشرة بقيمة 10 مليارات دولار"". رويترز. مؤرشف من الأصل في 2023-11-20. اطلع عليه بتاريخ 2021-04-01.
12. ↑  ""جالديرما تصبح أكبر شركة أمراض الجلد المستقلة عالميًا بعد استكمال عملية فصل بقيمة 10.2 مليار فرنك سويسري لصالح صحة الجلد التابعة لنستله"". جالديرما. مؤرشف من الأصل في 2023-11-14. اطلع عليه بتاريخ 2021-04-01.
13. ↑  فار، إيما-فيكتوريا (29 نوفمبر 2021). ""جالديرما تشتري شركة العناية بالبشرة الأمريكية ألاستين قبل طرحها المحتمل في زيورخ"". مؤرشف من الأصل في 2023-11-14. اطلع عليه بتاريخ 2021-11-29.
14. ↑  ""جالديرما تعلن عن نتائج إيجابية في تجارب المرحلة الثالثة لسموم البوتولينيوم السائمرجعاً لخطوتين لعلاج نمطين مختلفين من حكة الجلد العقدية"". يونيو 2022. مؤرشف من الأصل في 2023-11-20. اطلع عليه بتاريخ 2023-01-16.
15. ↑  ""جالديرما تعلن عن بيانات إيجابية من تجربة المرحلة الثالثة، تظهر فعالية وسلامة نيموليزوماب في مرضى حكة الجلد العقدية"". يونيو 2022. مؤرشف من الأصل في 2023-11-20. اطلع عليه بتاريخ 2023-01-16.
16. ↑  "تعلن جالديرما عن بيانات إيجابية من تجربة المرحلة الثالثة، مما يدل على فعالية وسلامة نيموليزوماب في المرضى الذين يعانون من Prurigo Nodularis". تمويل ياهو!. 22 يونيو 2022. مؤرشف من الأصل في 2023-01-16. اطلع عليه بتاريخ 2023-06-16.
17. ↑  ""جالديرما تعلن نتائج الخطوة الثانية من الدراسة السريرية لتصاعد الجرعة مع أزالور / ديسبورت (أبو بو تو لينو توكسين)"". www.businesswire.com. 17 نوفمبر 2020. مؤرشف من الأصل في 2023-11-20. اطلع عليه بتاريخ 2021-04-01.